# Stenophysa maugeriae
Stenophysa maugeriae är en snäckart som först beskrevs av John Edward Gray 1837.  Stenophysa maugeriae ingår i släktet Stenophysa och familjen blåssnäckor. Inga underarter finns listade i Catalogue of Life.